# Тракия фолк
Тракия фолк е фестивал за българската песен на фолклорна основа организиран от музикална компания Пайнер и се провежда през периода 1994 - 2003 г.
Първото издание се провежда през 1994 в Димитровград, като фолклорен фестивал. През следващата година фестивалът се провежда в Хасково, като този път е установен и поп фолка като задължителен раздел.
Следват 4 години прекъсване и през 1999 г. се завръща в Летния театър в Стара Загора, но този път като национален конкурс за нова авторска песен. Следващото издание е през 2000 г. отново на същото място, а 5-о и последно издание през 2003 г. в Пловдив в Летния театър.
На фестивала са раздавани и много награди.

## Награди

### 1999
- Награда на публиката – Глория – Българка
- Първа награда за песен – Цветелина – Ето ме
- Втора награда за песен – Петра – Дай една ракия
- Трета награда за песен – Нелина – Молба
- Награда за дебют – Емилия – Свършено е с теб
- Награда за музика – Глория – Българка
- Награда за аранжимент – Тони Дачева – Добрата фея
- Награда за текст – Мариана Калчева – Молитва
- Награда за артистично сценично присъствие – Камелия – Ангелска жена
- Награда на агенция за манекени и фотомодели „Карат“ – Мира – XX век

### 2000
- Първа награда на публиката – Глория – Не остарявай, мамо
- Втора награда на публиката – Деси Слава – Бели нощи
- Трета награда на публиката – Пантерите – Хит
- Първа награда за песен – Цветелина – Отиваш си
- Втора награда за песен – Силвия – Хей, ревнивецо
- Трета награда за песен – Деси Слава – Бели нощи
- Награда за дебют – Валя – 100 покани, 100 букета
- Награда за музика – Нелина – Ела при нас
- Награда за аранжимент – Петра – Перденца
- Награда за текст – Милена и Николай – Любовна клетва
- Награда за традиции и новаторство – Славка Калчева – Сватба
- Награда за артистична изява – Пантерите – Хит
- Награда на музикален център V-music и ТВ „Верея“ – Ивана – Вик
- Награда на ТВ „Верея“ – Екстра Нина – Флирт

### 2003
- Първа награда на публиката – Анелия – Обичай ме
- Втора награда на публиката – Ивана – Безумна цена
- Трета награда на публиката – Емилия – Легенда за любовта
- Награда за песен – Ивана – Безумна цена и Емилия – Легенда за любовта
- Награда за дебют – Магда – Море и суша
- Награда за музика – Яница – Сладко излъжи
- Награда за текст – Коста Марков – Искам да остана буден
- Награда за аранжимент – Валя – Какво съм за теб
- Награда за традиции и новаторство – Николай Славеев – Хей, приятели
- Награда на ТВ „Планета“ – Райна – Фреш от портокал
- Награда на Стъклен свят – Вероника – Стъклен свят